# Johann Kux
Johann Kux (též Hans Kux, 20. ledna 1861, Medlov – 12. srpna 1940, Olomouc) byl historik německé národnosti.

## Životopis
Vystudoval lékařství ve Vídni, kde také následně krátce pracoval v místních nemocnicích. V letech 1888 až 1902 byl lékařem v Litovli. Zabýval se také regionálními dějinami a jeho publikace Geschichte der Stadt Littau von den ältesten Zeiten bis zum Jahre 1848 (Historie města Litovle od nejstarších dob až do roku 1848) vydaná roku 1900 je první odborně zpracovanou monografií zabývající se historií Litovle, byť se na jejím vyznění podepsal jeho výrazný německý nacionalismus.
Poté, co se přistěhoval do Olomouce, pracoval jako městský lékař v rámci olomouckého magistrátu. Mimo jiné byl také městským archivářem. Kux přispíval do časopisu Zeitschrift des Vereines für die Geschichte Mährens und Schlesiens (Časopis Spolku pro dějiny Moravy a Slezska), který sídlil v Brně a který se věnoval dějepisectví německé menšiny na severní Moravě. Byl konzervátorem archivní rady pro několik okresů na střední Moravě a důkladně prozkoumal všechny dostupné archivní materiály, ze kterých poté mohl čerpat. Od roku 1926 přestal být kurátorem městských archivních sbírek a mohl se naplno věnovat dějepisecké práci.
Za svůj život sepsal několik historických monografií, poté také vydal v roce 1904 studii o olomoucké radnici, městských písařích a městských financích. V roce 1918[zdroj?] sepsal Geschichte der königlichen Hauptstadt Olmütz bis zum Umsturz 1918 (Dějiny královského hlavního města Olomouce), které byly vydány až v roce 1937 poté, co Václav Nešpor vydal obdobný historický přehled dějin města, psaný nicméně z českého úhlu pohledu. Další knihy Johanna Kuxe vyšly až posmrtně, a to v letech 1942 (Verwaltungsgeschichte der Stadt Olmütz, Dějiny správy města Olomouce) a 1943 (Die deutschen Siedlungen um Olmütz, Německé osídlení okolo Olomouce).

## Dílo (výběr)
- Das k.k. priv. bewaffnete Bürgerkorps in Olmütz. Olmütz 1908.
- Das Olmützer Jugendregister vom Jahre 1413–1420. Olmütz 1920.
- Der Znaimer Begräbnisprozess vom Jahre 1517. Olmütz 1925.
- Geschichte der königl. Stadt Mährisch-Neustadt. Mähr.-Neustadt 1923.
- Geschichte der königlichen Hauptstadt Olmütz bis zum Umsturz 1918. Reichenberg 1937.
- Geschichte der Stadt Littau. Von den ältesten Zeiten bis zum Jahre 1848. Brünn 1900.
- Geschichte von Mährisch-Aussee 1250–1918. Olomouc [kolem 1920]
- Olmützer Gemeindefinanzen 1530–1630. Brünn 1918.
- Verwaltungsgeschichte der Stadt Olmütz. Olmütz 1942.
- Zur Geschichte des Protestantismus in Olmütz. Olomouc [kolem 1920].